# Borsig

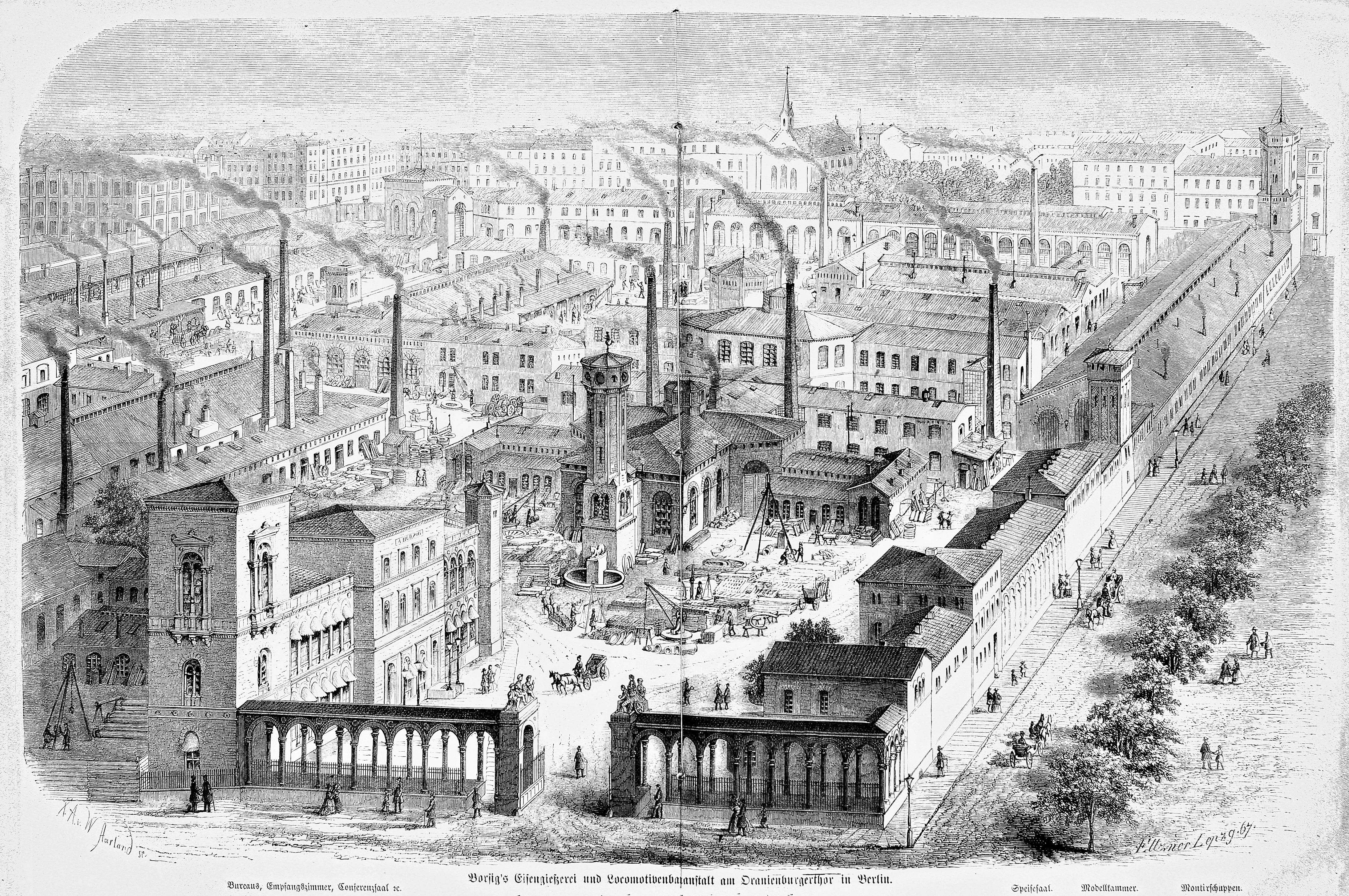
Borsig-Werke vid Chausseestrasse, 1867

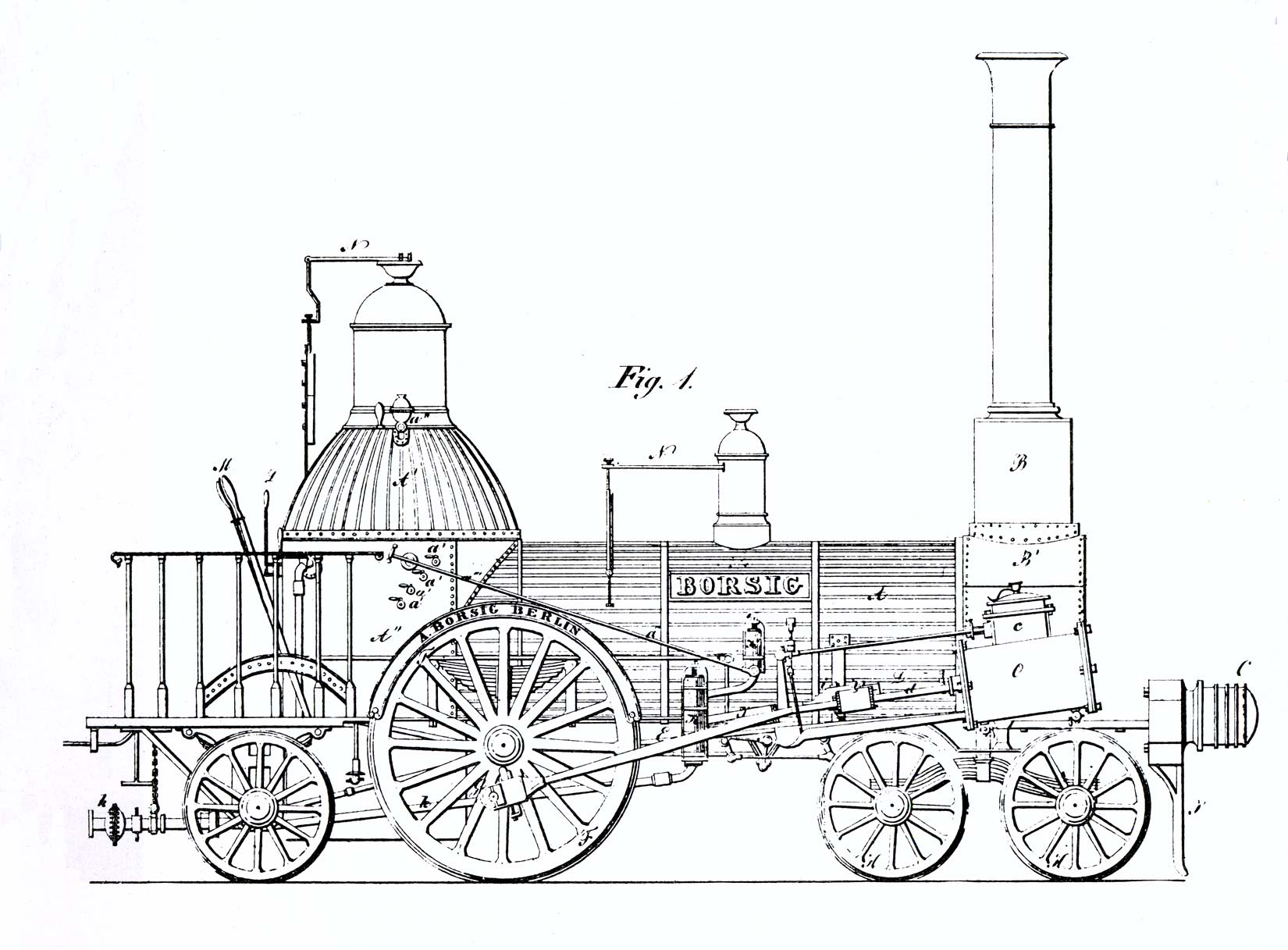
Ritning av August Borsig över Borsigs första lokomotiv, 1840

Borsig var ett tyskt verkstadsföretag med huvudanläggning i stadsdelen Tegel i Berlin i Tyskland.
Borsig tillhörde de tidiga verkstadsindustrierna i Preussen och var under sin storhetstid den största lokomotivtillverkaren i Europa. Sedan 1930 har företaget bytt ägare och omstrukturerats ett flertal gånger. 
Borsig var tidigare en av Berlins största arbetsgivare.

## Historik
Borsig grundades 1837 av August Borsig och övertogs efter dennes död 1854 av sonen Albert Borsig. Efter den senares död 1878 drevs företaget vidare av en förvaltargrupp tills Albert Borsigs söner Arnold, Ernst och Konrad Borsig 1894 övertog 1894 ledningen, De utvidgade därefter Borsigverken ytterligare. År 1903 sysselsattes omkring 6 000 arbetare vid Borsigverken i Oberschlesien, där samma år tillverkningen uppgick till 130 000 ton järn och stål. År 1898 överflyttades samtliga verk i Berlin till det närbelägna Tegel, där ett stort fabrikskomplex byggdes upp för manufakturering av de vid Borsigverken i Oberschlesien framställda råvarorna. Fabrikerna i Tegel sysselsatte 1903 över 3 000 arbetare och tillverkade bland annat lokomotiv, ång- och gasdrivna maskiner, ångpannor och pumpverk.
Borsig, som från 1926 organiserats som ett GmbH, gick i konkurs 1930. 

## Efterföljare

### Tillverkningen av järnvägsfordon
Borsig köptes 1931 upp av AEG, som slog samman loktillverkningen i Tegel med sin egen i Hennigsdorf i Brandenburg strax norr om Berlin till dotterföretaget "Borsig Lokomotiv Werke Henningsdorf GmbH". Från 1935 koncentrerades lokomotivtillverkningen helt till Hennigsdorf. Aktiemajoriteten övertogs 1938 av staten genom Reichswerke Hermann Göring. Efter andra världskriget hamnade detta företag i den ryska ockupationszonen, och så småningom i Östtyskland. Den sovjetiska militärförvaltningen övertog 1945 företaget, som döptes till Lokomotivbau Elektrotechnische Werke Hans Beimler. Det koncentrerade sig på 1960-talet på elektriska lokomotiv. Efter Tysklands enande övertogs det 1992 av AEG.

### Övrig tillverkning
Maskintillverkningen köptes 1933 av statligt majoritetsägda Rheinmetall AG, som 1936 ändrade namn till Rheinmetall-Borsig AG. Efter flera års produktionsförbud efter andra världskriget ombildade den västtyska staten Rheinmetall-Borsig till ett holdingbolag med två tillverkande dotterbolag: Borsig i Berlin för ångpannor med mera och Rheinmetall i Düsseldorf för diverse mekaniska produkter. År 1956 köptes Borsig av Salzgitter AG och 1970 av Deutsche Babcock AG i Oberhausen och organiserades som Babcock Borsig AG. Detta bolag gick i konkurs 2002 och återuppstod 2003 som Borsig Gmbh. 
År 2008 köptes Borsig GmbH av malaysiska KNM Group. Dess nuvarande tillverkning
var 2021 främst inriktad kylsystem för olje- och kemiindustrin i ett antal dotterbolag:
- Borsig Membrane Technology GmbH i Gladbeck och Rheinfelden
- Borsig Process Heat Exchanger GmbH i Berlin-Tegel
- Borsig Service GmbH i Berlin-Tegel, Gladbeck och Hamburg
- Borsig ZM Compression GmbH i Meerane och Gladbeck
- Borsig ValveTech GmbH i Gladbeck och Leegebruch

## Bildgalleri

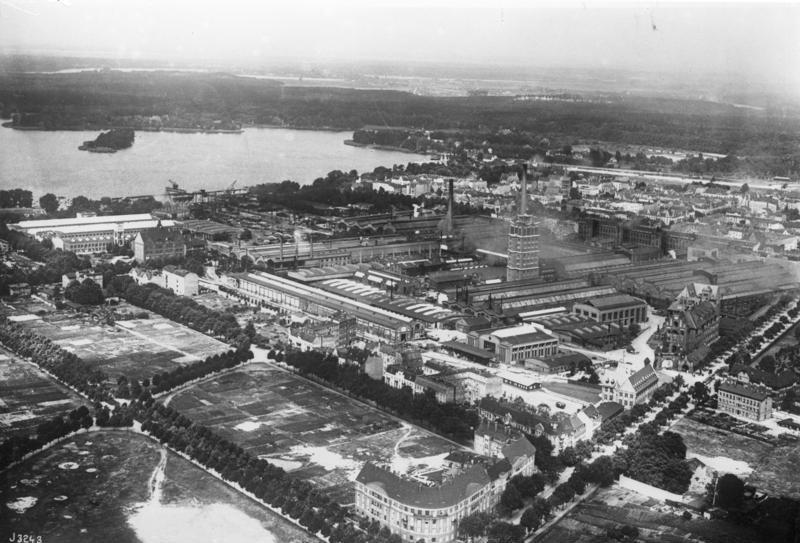
Borsig-Werke 1931
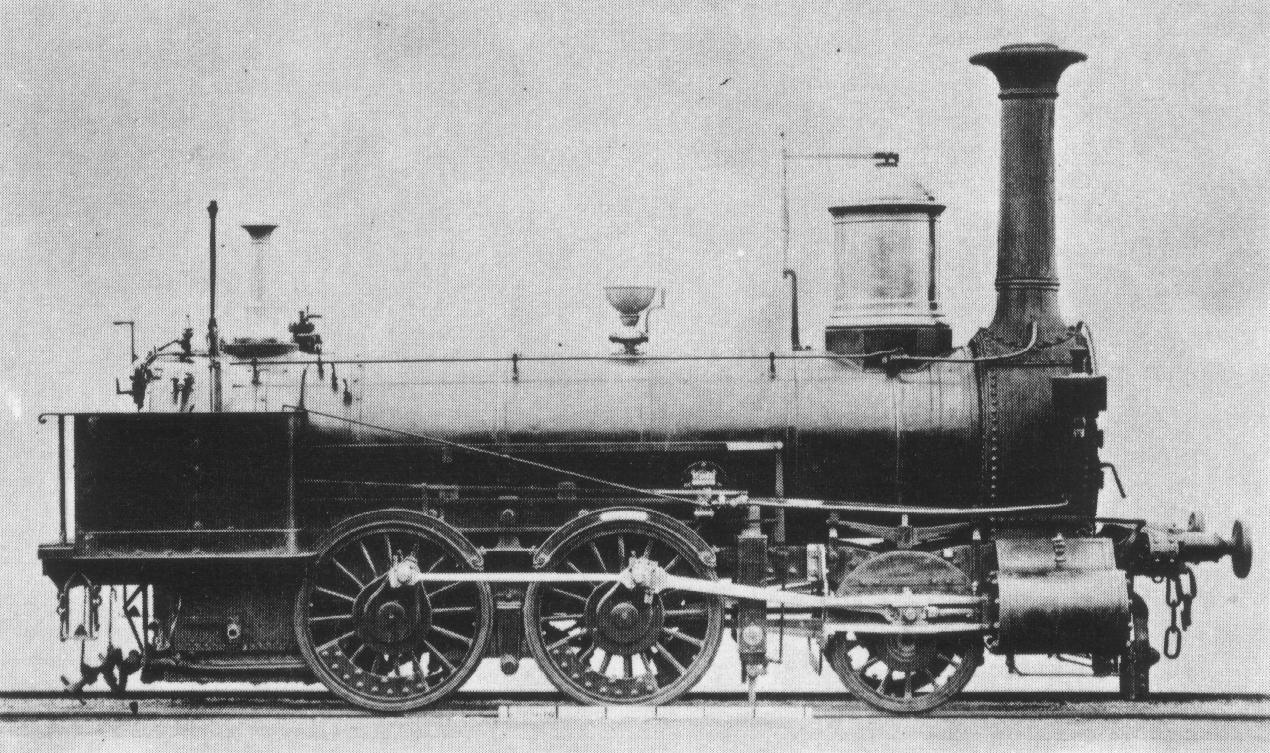
Lokomotiv från 1857 för Kaiser Ferdinands-Nordbahn i Österrike-Ungern
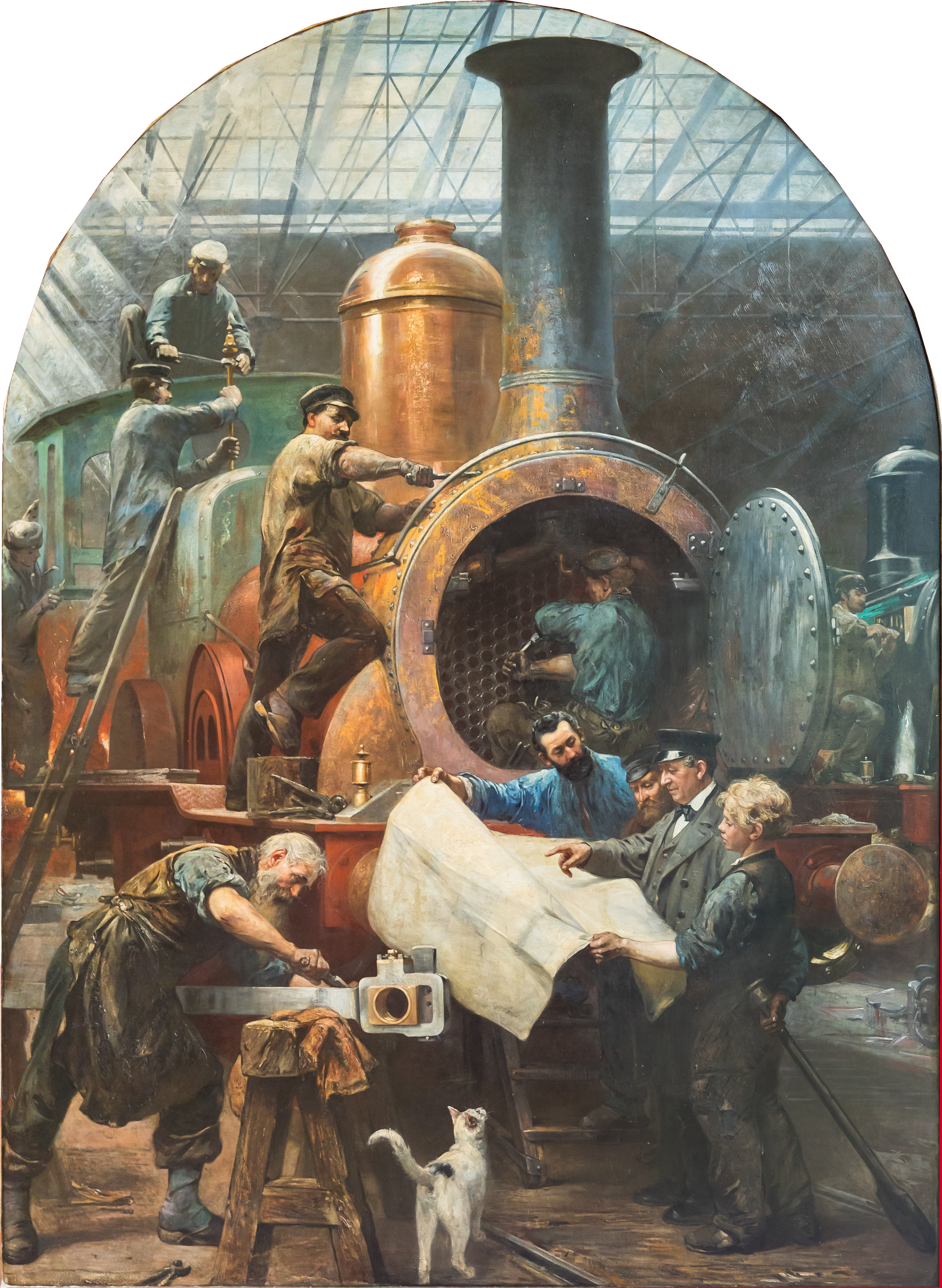
Lokomotivtillverkning hos Borsig, mellan 1873 och 1876
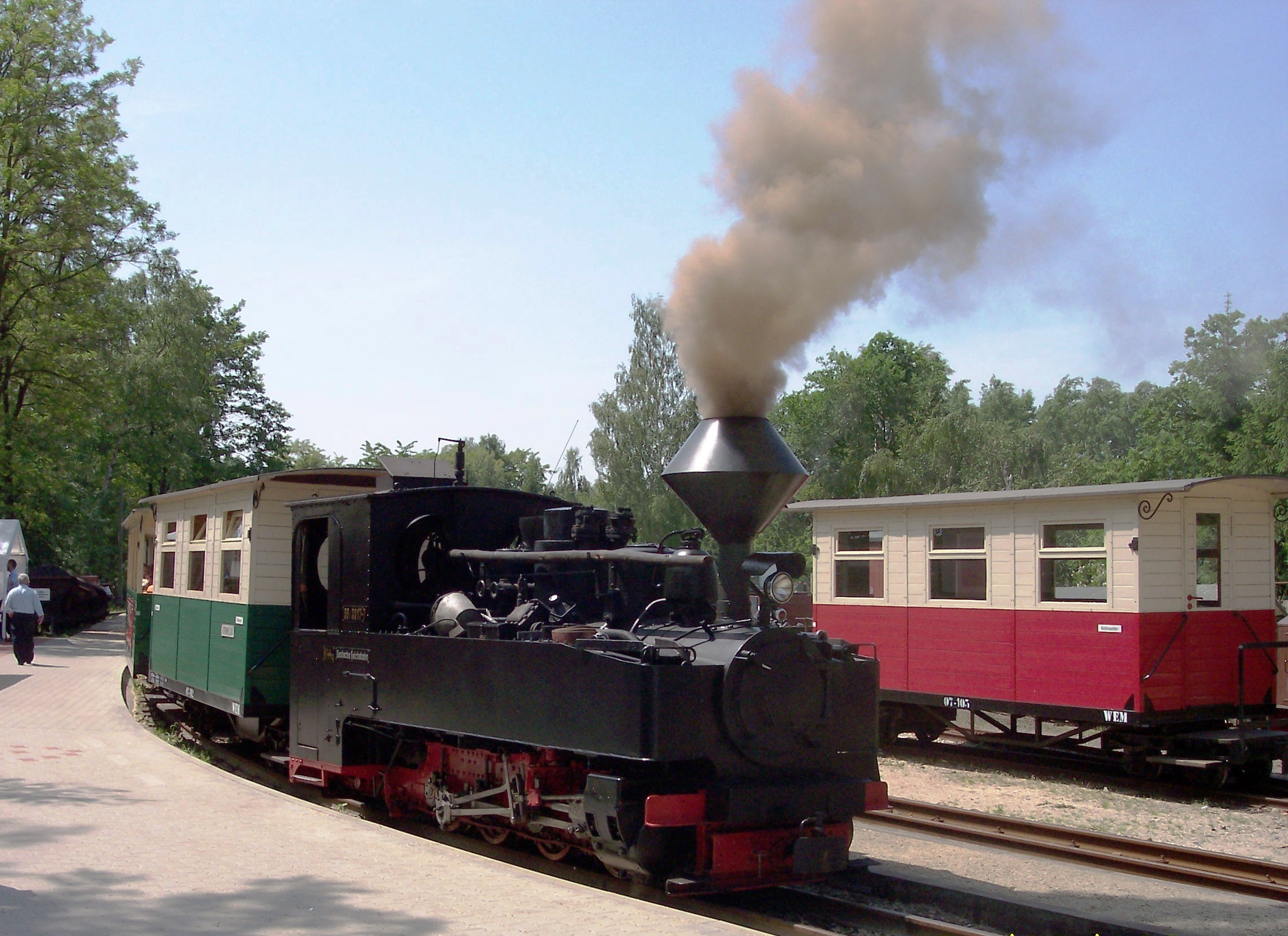
Brigadloket Borsig 10306 från 1918, tidigare Deutsche Reichsbahn 99 3317, på Waldeisenbahn Muskau
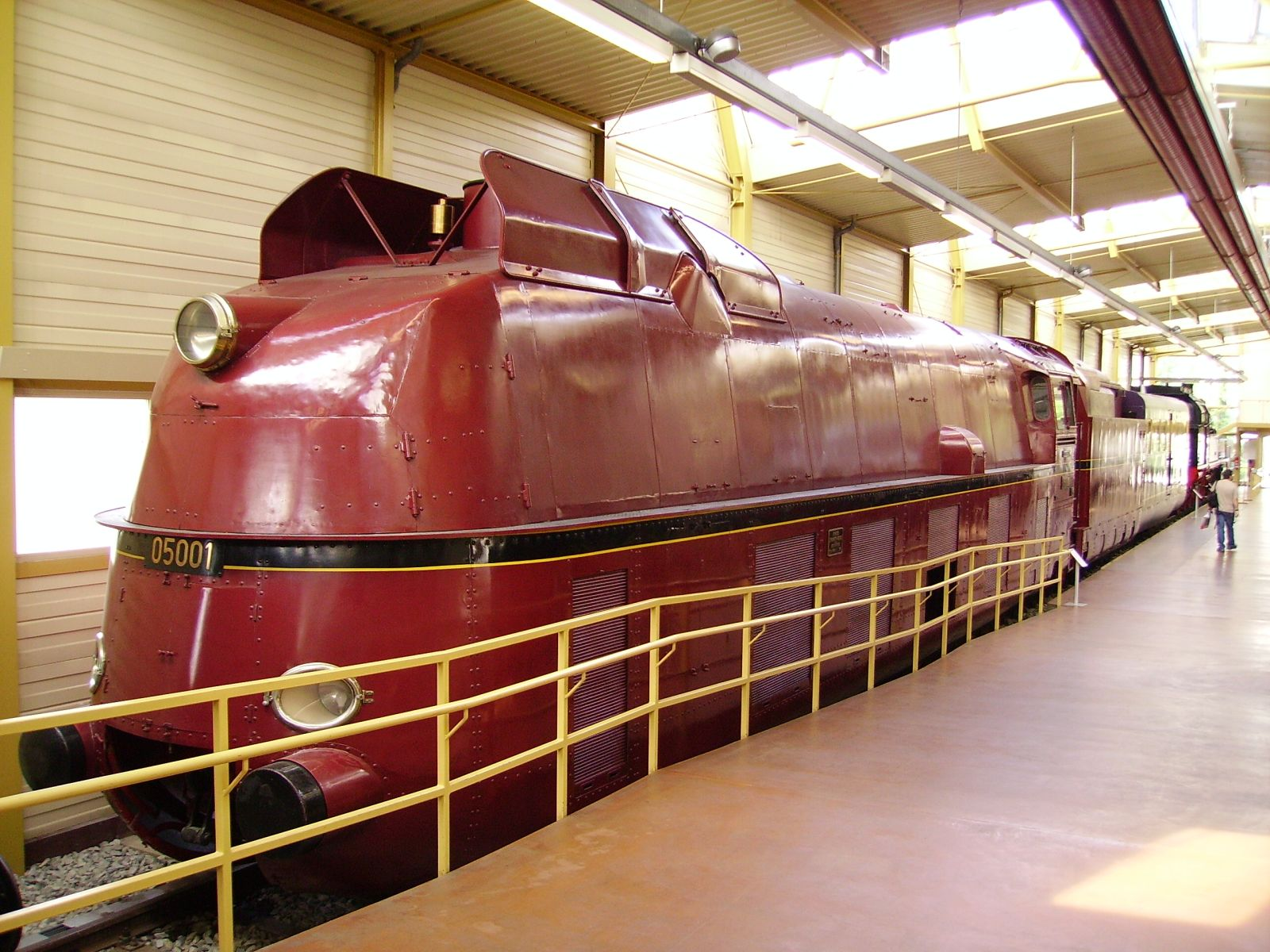
Expressånglokomotiv littera DR D5, tillverkat 1935 i Nürnbergs transportmuseum
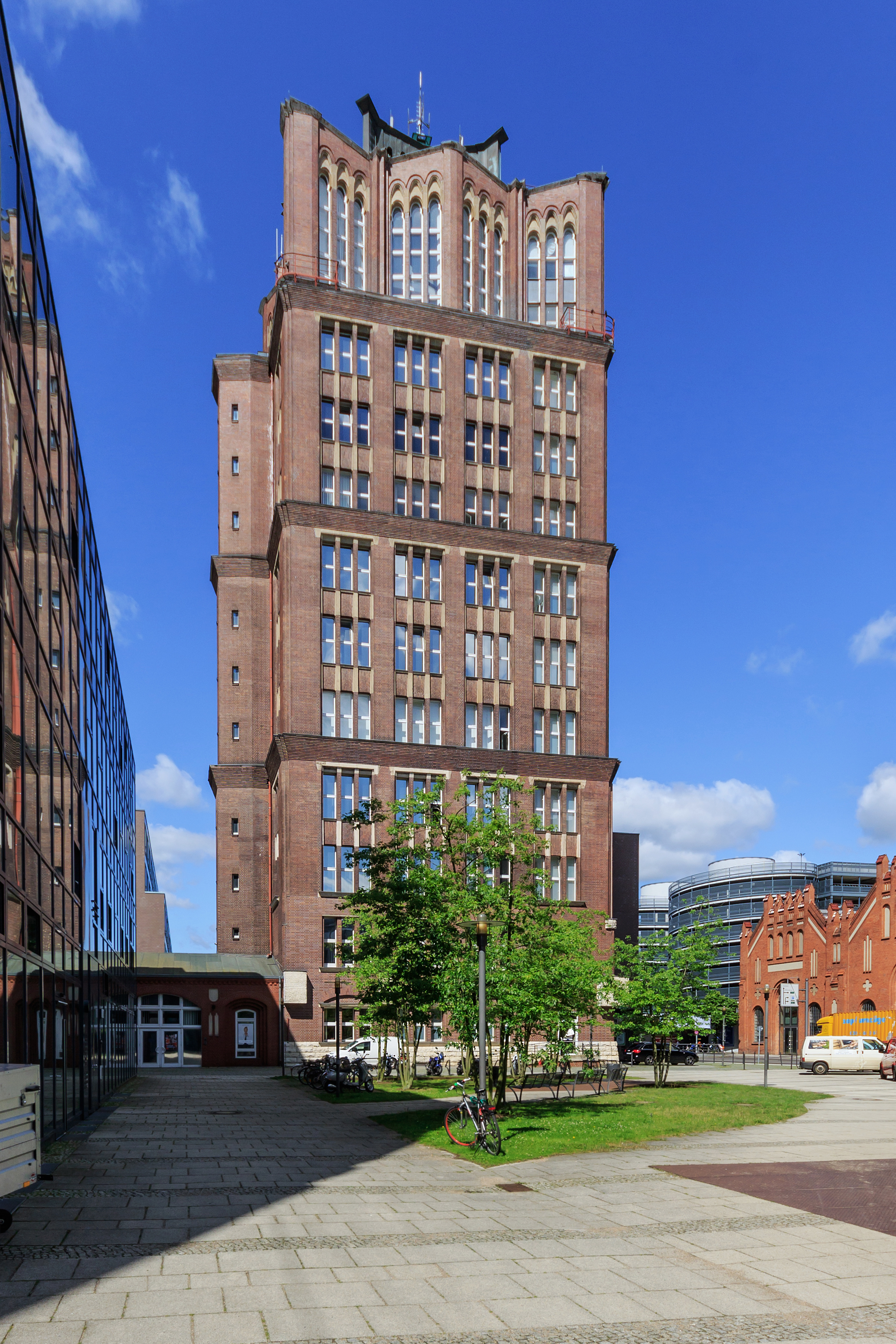
Borsigturm
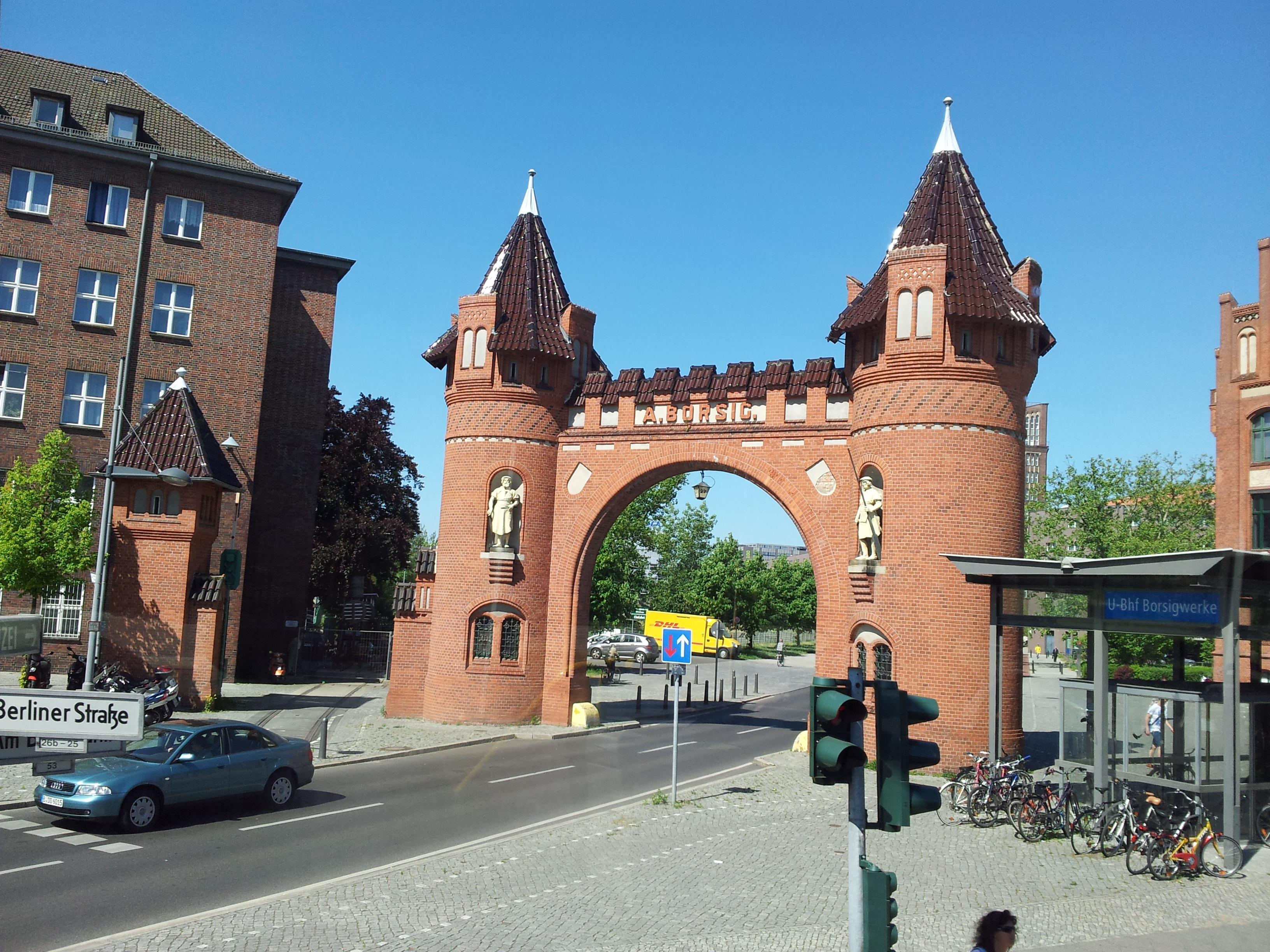
Borsigtor